# Remilly-Wirquin
Remilly-Wirquin település Franciaországban, Pas-de-Calais megyében. Lakosainak száma 360 fő (2022. január 1.). Remilly-Wirquin Esquerdes, Cléty, Hallines, Ouve-Wirquin, Pihem és Wavrans-sur-l’Aa községekkel határos.

## Népesség
A település népessége az elmúlt években az alábbi módon változott:
| Lakosok száma | 336  | 340  | 349  | 349  | 355  | 357  | 358  | 359  | 360  |
|               | 2013 | 2015 | 2016 | 2017 | 2018 | 2019 | 2020 | 2021 | 2022 |